# Hans Rudolf Balmer
Hans Rudolf Balmer (* 20. Dezember 1899 in Laupen; † 28. Dezember 1993 in Bern) war ein Schweizer Lehrer und Mundartschriftsteller.

## Leben
Balmer war lange Zeit Lehrer in Aeschi bei Spiez und in Bern, von 1959 bis 1976 Wochenkolumnist fürs Emmentaler Blatt und Mitbegründer des Berner Schriftstellervereins. Er verfasste Mundart-Theaterstücke; eines seiner bekanntesten Stücke ist Ds Sühniswyb von 1944. Balmers Nachlass befindet sich in der Burgerbibliothek Bern.

## Auszeichnungen
- Gfeller-Rindlisbacher-Preis für Mundartspiele: 1935
- Kommission für Bernisches Schrifttum: Auszeichnung 1938
- Studio Bern: Hörspielpreis, 1945
- Literaturpreis Stadt Bern: 1946, 1960